# Boucle causale

Haut : Trajectoire originelle de la boule de billard.
Milieu: La boule de billard émerge du futur à un angle différent de l'original, et procure à sa version passée un coup oblique.
Bas : La boule de billard a changé sa trajectoire de telle manière que celle-ci va voyager dans le temps (vers le passé) avec l'angle nécessaire pour procurer à sa version précédente le coup oblique.

Une boucle de causalité, ou paradoxe de l'écrivain, dans le contexte du voyage dans le temps ou de la rétro-causalité, est une séquence d'événements (d'actions, d'informations, d'objets, de personnes), dans laquelle un événement est en partie la cause d'un autre événement, qui à son tour est l'une des causes du premier événement mentionné,. 
Un lien de causalité en boucle existe alors dans l'espace-temps, mais son origine ne peut être déterminée,. Un exemple théorisé d'une boucle de causalité est donné par une boule de billard frappant ses dernières versions : la boule de billard se déplace en suivant un certain itinéraire vers une machine à voyager dans le temps, et la même boule de billard future sort de la machine à voyager dans le temps avant que sa version passée ne soit entrée dans la machine, donnant à sa version passée un coup oblique, altérant la trajectoire passée de la boule et faisant en sorte qu'elle entre dans la machine temporelle avec un angle qui va provoquer que sa version future frappe sa version passée avec le même coup oblique qui a altéré son chemin.

## Paradoxe de l'écrivain, boucles auto-suffisantes
Le voyage dans le temps vers le passé rend possible les boucles causales impliquant des événements, des informations, des gens ou des objets dont les histoires forment une boucle fermée, et donnent de ce fait l'impression de « sortir de nulle part ». La notion d'objets ou d'informations qui sont auto-existantes de cette manière est souvent vue comme paradoxale, avec plusieurs auteurs faisant référence à une boucle causale impliquant des informations ou des objets sans origine comme un paradoxe de prédestination, appelé aussi paradoxe de l'écrivain,,, ou paradoxe ontologique. Un exemple de ce type de paradoxe impliquant des informations est proposé par A. Everett : supposons qu'un voyageur temporel copie une démonstration mathématique d'un cahier, et qu'il voyage ensuite vers le passé pour rencontrer le mathématicien qui a publié la démonstration pour la première fois, à une date antérieure à sa publication, et qu'il autorise le mathématicien à simplement copier la démonstration. Dans ce cas, l'information contenue dans la démonstration n'a pas d'origine. 
Un exemple similaire est donné dans la série télévisée Doctor Who : un voyageur temporel copie la musique de Beethoven du futur et la publie à l'époque de Beethoven sous le nom de Beethoven. Everett propose également le film Somewhere in Time comme un exemple impliquant un objet sans origine : une vieille femme donne une montre à un dramaturge qui, plus tard, se rend dans le passé et rencontre cette même femme lorsqu'elle était jeune, et lui donne la montre qu'elle lui donnera plus tard.
Krasnikov écrit que ces paradoxes ontologiques — une information ou un objet faisant une boucle dans le temps — sont les mêmes ; le premier paradoxe apparent est un système physique évoluant vers un état d'une manière qui n'est pas contrôlée par ses lois. Il ne trouve pas cela paradoxal, et attribue les problèmes de la validité du voyage dans le temps à d'autres facteurs présents dans la théorie de la relativité générale.
Un document datant de 1992 rédigé par les physiciens Andrei Lossev et Igor Novikov a nommé ces objets sans origine comme des Djinns. Cette terminologie est inspirée des Djinns du Coran, qui sont décrits comme ne laissant aucune trace lorsqu'ils disparaissent. Lossev et Novikov ont fait en sorte que le terme Djinn fasse référence à la fois aux objets mais aussi aux informations avec une origine réflexive. Ils ont nommé les objets Djinns de premier ordre et les informations Djinns de deuxième ordre,,. Ils ont précisé qu'un objet se trouvant dans une boucle causale doit être identique à tout moment lorsqu'il est ramené vers le passé car autrement, cela provoquerait une incohérence ; la seconde loi de la thermodynamique requiert qu'un objet devienne plus désordonné durant le cours de son histoire, or de tels objets sont identiques aux points répétés de leur histoire semble contredire cela, mais Lossev et Novikov ont argumenté que la seconde loi requiert que le désordre augmente dans des systèmes isolés, un Djinn pourrait interagir avec son environnement d'une manière telle qu'il réacquière l'ordre qu'il a perdu,. Ils insistent également sur le fait qu'il n'existe pas de stricte différence entre les Djinns de premier et de deuxième ordre. 
Krasnikov tergiverse entre Djinn, boucles auto-suffisantes et objets auto-existants, les appelant lions et affirmant qu'ils ne sont pas moins physiques que des objets conventionnels. Le terme paradoxe de prédestination est utilisé dans la série Star Trek pour parler d'une « boucle temporelle dans laquelle un voyageur temporel qui a voyagé dans le passé amène la version originale future de la personne à retourner vers le passé ». Cette phrase fut créée pour une séquence dans l'épisode de 1996 de Star Trek intitulé Trials and Tribble-ations (en), même si la phrase a été utilisée par le passé pour se référer à des systèmes de pensée tels que le calvinisme et certaines formes de marxisme, ce qui encouragea les fans de la série à lutter pour la production de certaines conséquences tout en apprenant en même temps que les conséquences étaient prédéterminées. Smeenk et Morgenstern utilisent le terme paradoxe de prédestination pour se référer spécifiquement à des situations dans lesquelles un voyageur temporel retourne dans le passé pour essayer d'empêcher qu'un événement ne se produise, mais finit par provoquer cet événement,.

## Prophétie auto-réalisatrice
Une prophétie auto-réalisatrice peut être considérée comme une forme de boucle causale, mais seulement lorsque la prophétie peut être énoncée comme allant vraiment se réaliser, car c'est seulement dans ce cas-là que les événements dans le futur auront des conséquences dans le passé. Autrement, ce serait un simple cas d'événements dans le passé provoquant des événements dans le futur. La prédestination n'implique pas nécessairement un pouvoir super-naturel, mais peut être le résultat de mécanismes infaillibles de connaissance anticipée. Des problèmes survenant en raison de l'infaillibilité et influençant le futur sont explorés dans le paradoxe de Newcomb. Un exemple de fiction notable d'une prophétie auto-réalisatrice se déroule dans la pièce de théâtre classique Œdipe roi, dans laquelle Œdipe devient le roi de Thèbes, alors que durant le processus il réalise la prophétie (tuer son père et épouser sa mère) de manière non volontaire. La prophétie elle-même est la raison pour laquelle il va commettre ses actes, et est de ce fait auto-réalisatrice,. Le film, réalisé par  Terry Gilliam, L'Armée des douze singes, traite fortement des thèmes de prédestination et du complexe de Cassandre. En effet, dans ce film, le protagoniste qui voyage vers le passé explique qu'il ne peut pas changer le passé.

## Principe d'auto-consistance de Novikov
La relativité générale permet des solutions exactes (en) qui rendent le voyage temporel théoriquement possible. Certaines de ces solutions exactes décrivent l'univers qui contient des courbes temporelles fermées, ou des lignes d'univers qui ramènent vers le même point dans l'espace-temps,,. Le physicien Igor Dmitriyevich Novikov a discuté de la possibilité d'existence de courbes temporelles fermées dans ses écrits publiés en 1975 et 1983, offrant l'opinion que seuls les voyages vers le passé auto-consistants seraient permis. Dans un document de 1990 de Nokinov et quelques autres, Cauchy problem in spacetimes with closed timelike curves, les auteurs ont proposé le principe d'auto-consistance, qui établit que les seules solutions aux lois de la physique qui peuvent se produire localement dans l'univers réel sont celles qui sont globalement auto-consistantes. Les auteurs ont plus tard conclu que le voyage temporel ne peut pas mener à des paradoxes, quel que soit le type d'objet envoyé vers le passé. C'est le principe de cohérence.
Le physicien Joseph Polchinski a argumenté que l'on pouvait éviter les questions de libre arbitre en considérant une situation paradoxale potentielle impliquant une boule de billard renvoyée dans le passé. Dans ce scénario, la boule est tirée dans un trou de ver à un certain angle de telle manière que, si elle continue en suivant cette trajectoire, elle sortira du trou de ver dans le passé avec le parfait angle que pour entrer en collision avec sa version passée, la déviant ainsi de sa trajectoire originale et l'empêchant d'entrer dans le trou de ver en premier lieu. Thorne considéra ce problème comme un paradoxe de Polchinski. Deux étudiants de Caltech, Fernando Echeverria et Gunnar Klinkhammer, furent capables de trouver un début de solution avec la trajectoire de la boule de billard originale proposée par Polchinski qui parvient à éviter tout inconsistance. Dans cette situation, la boule de billard émerge du futur à un angle différent que celui utilisé pour générer le paradoxe, et procure à sa version passée un coup oblique au lieu de juste la dévier du trou de verre. Le coup changerait sa trajectoire de manière que la boule retourne dans le temps avec l'angle requis pour procurer à sa version passée ce coup oblique. Echeverria et Klinkhammer ont en fait trouvé qu'il existait plus qu'une seule solution d'auto-consistance, avec des angles légèrement différents pour le coup oblique dans chacun des cas. Des analyses futures menées par Thorne et Robert Forward ont montré que pour certaines trajectoires initiales de la boule de billard, il pourrait en fait y avoir un nombre infini de solutions d'auto-consistance.
Echeverria, Klinkhammer et Thorne ont publié un article discutant ces résultats en 1991; de plus, ils ont signalé qu'ils avaient tenté de voir s'ils pouvaient trouver des conditions initiales pour la boule de billard pour lesquelles aucune extension auto-consistante n'existerait, mais ils n'ont pas réussi à trouver de telles conditions. Il est de ce fait probable qu'il puisse exister des extensions auto-consistantes pour chaque trajectoire initiale possible, malgré le fait que cela n'ait toujours pas été démontré. Le manque de contraintes sur les conditions initiales ne s'applique qu'à l'espace temps en dehors des régions de l'espace-temps enfreignant la chronologie ; les contraintes de telles zones pourraient s'avérer paradoxales, mais cela demeure toujours inconnu. Le point de vue de Novikov n'est pas largement accepté. Visser considère les boucles causales et le principe d'auto-consistance de Novikov comme une solution ad hoc, et suppose qu'ils ont des implications bien plus importantes de voyage temporel. De la même manière, Krasnikov ne trouve pas de faute inhérente aux boucles causales, mais relève d'autres problèmes avec le voyage temporel dans la relativité générale.

## Le calcul quantique à retard négatif
Le physicien David Deutsch montre dans un document de 1991 que le calcul quantique à retard négatif (voyage temporel vers le passé) peut résoudre des problèmes NP en temps polynomial et Scott Aronson a plus tard étendu ce résultat pour démontrer que le modèle peut également être utilisé pour résoudre des problèmes PSPACE en temps polynomial,. Deutsch, lui, montre que le calcul quantique à retard négatif ne produit que des solutions auto-consistantes, et la région enfreignant la chronologie impose des contraintes non-apparentes par le raisonnement classique . Des chercheurs ont publié en 2014 une simulation validant le modèle de Deutsch avec des photons.